# Hlboká dolina
Hlboká dolina je údolí v západní části Západních Tater, odbočuje z údolí Parichvost směrem na sever.
Protéká jí Hlboký potok a vede jí zeleně značený stezka z Jalovecké doliny na Salatín (2047,5 m n. m.).